# أوليفر إتش. كروس
أوليفر إتش. كروس هو محامي وسياسي أمريكي، ولد في 13 يوليو 1868 في يوتاو في الولايات المتحدة، وتوفي في 24 أبريل 1960 في واكو في الولايات المتحدة. نشط حزبياً في الحزب الديمقراطي. وقد انتخب عضو مجلس نواب تكساس ‏ وانتخب عضو مجلس النواب الأمريكي ‏.